# James Fraenkel
James Fraenkel (* 21. März 1859 in Rybnik, Oberschlesien; † 7. Juni 1935 in Berlin) war ein deutscher Mediziner.

## Leben

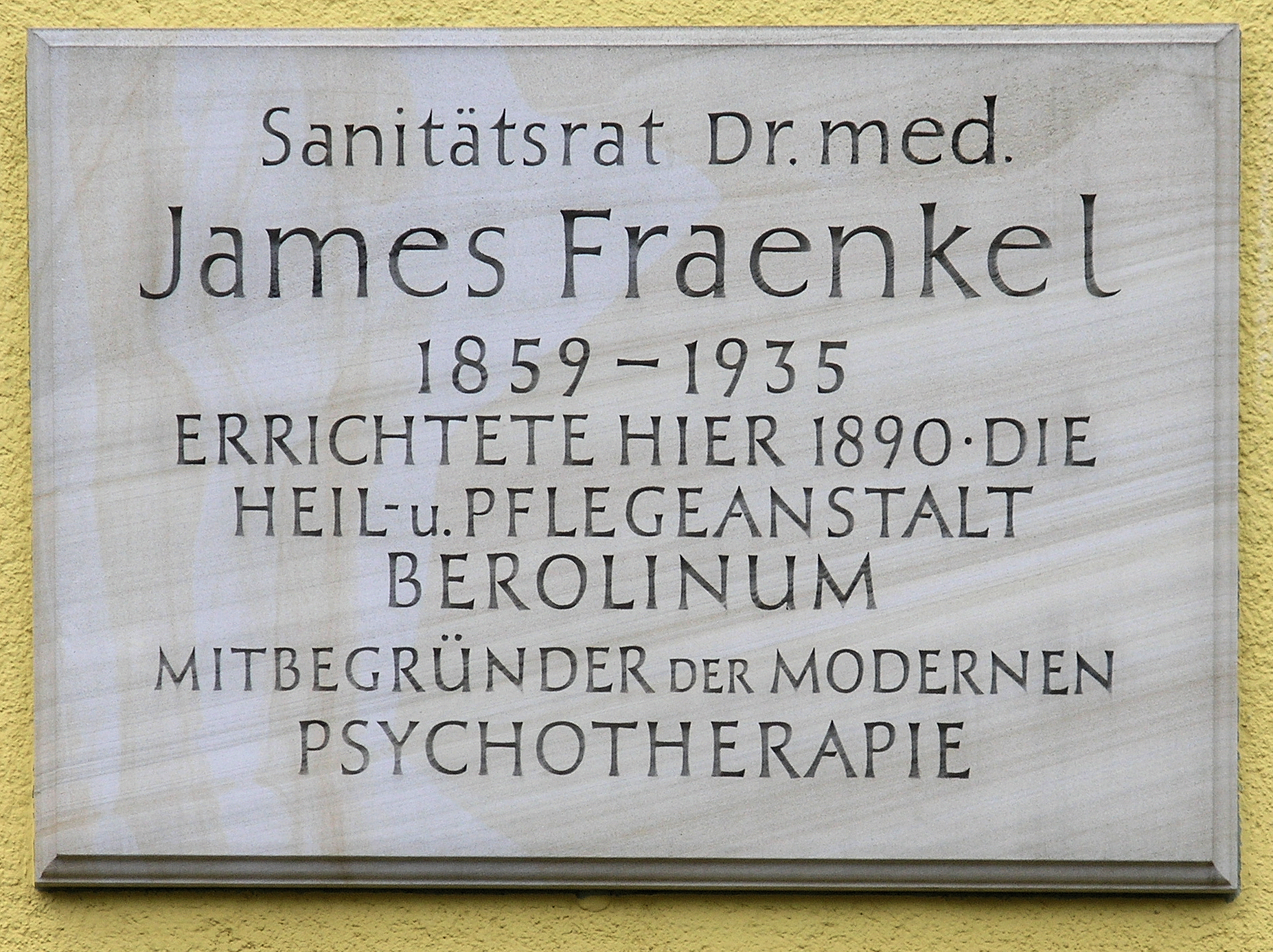
Gedenktafel am Haus Leonorenstraße 17–33 in Berlin-Lankwitz

Fraenkel wurde als Sohn des Rabbiners Daniel Fraenkel (1821–1890) und von Julie Fraenkel, geborene Rosenstein, Tochter eines Berliner Rabbiners, geboren. Er hatte 11 Geschwister, darunter Siegmund Fraenkel (1855–1909), Semitist, Max Fraenkel (1856–1926), Architekt und Regierungsbaumeister, und Martin Fraenkel (1863–1928), Kaufmann und jüdischer Philanthrop.
Nach seinem Medizinstudium ging er nach Berlin und heiratete Paula Barth, mit ihr hatte er drei Töchter und einen Sohn.
In Berlin eröffnete er mit seinem Kollegen Albert Oliven am 1. April 1890 die private Heil- und Pflegeanstalt Berolinum für Gemüts- und Nervenkranke.
Sein Bruder Max Fraenkel errichtete beidseits der Lankwitzer Leonorenstraße eine Frauen- und Männerabteilung. 1907 kamen noch ein weitläufiger Park und ein Kurhaus für Rekonvaleszenten hinzu. Damit war das Berolinum die größte private Heilanstalt in Berlin und bot 450 Männern und 50 Frauen Platz.
Die später bekannte Psychoanalytikerin Karen Horney machte ihr praktisches Jahr in seinem Sanatorium.
James Fraenkel zahlte zu dieser Zeit die höchsten Steuern in Lankwitz. 1910 wurde er zum Gemeindevertreter gewählt, 1911 stiftete er das Ratssilber und 1912 den Vier-Winde-Brunnen von Ludwig Isenbeck am Rathaus Lankwitz.
Nach Beginn des Ersten Weltkrieges wurde ein großer Teil des Sanatoriums in ein Lazarett umgewandelt. Fraenkels Frau Paula und seine Töchter Julie, Resi und Hilda arbeiteten hier als Krankenschwestern.
Nach dem Krieg zog sich Fraenkel aus der Arbeit im Sanatorium zurück. Das Kurhaus und die Krankengebäude verkaufte er 1921 an den Verband der Krankenkassen von Groß-Berlin.
James Fraenkel erkrankte 1934 und verstarb im Juni 1935. Sein Grab befindet sich auf dem Jüdischen Friedhof in Berlin-Weißensee.
Seiner Frau Paula gelang kurz vor Kriegsbeginn die Flucht nach Palästina. Auch Fraenkels Kinder gingen ins Ausland.